# Народний православний заклик
Народний православний заклик (грец. Λαϊκός Ορθόδοξος Συναγερμός), часто ЛАОС — грецька політична партія, позиціонується як національна консервативна сила, однак аналітиками класифікується як вкрай права чи навіть расистська.

## Ідеологія
Народний православний заклик відстоює принципові позиції:
- Туреччина не належить ані культурно, ані географічно до Європи, тому її не варто приймати до ЄС.
- Формування законодавчої бази задля провадження обмежувальної політики щодо мігрантів, особливо з Албанії.
- ЛАОС наполягає на поглибленні відносин з Сербією і Росією, відкидаючи незалежність Косово.

## Історія
Партія створена 14 вересня 2000 року журналістом Георгіосом Каратзаферісом, який раніше був виключений з лав партії «Нова демократія» Костасом Караманлісом.
Вперше ЛАОС вдалось подолати 3 відсотковий бар'єр і отримати 10 місць в Грецькому парламенті на парламентських виборах 2007 року. На дострокових виборах 2009 року ЛАОС набрав 5.62% виборців (15 мандатів). Однак на дострокових парламентських виборах, що відбулися на тлі важкої економічної та політичної кризи в країні, Народний православний заклик не подолав тривідсотковий бар'єр, і відтак не буде представлений у Грецькому парламенті.

### Підтримка електорату
| 2004 | Грецький парламент | 162,103 | 2.20% | 0  |
| 2004 | Європарламент      | 252,429 | 4.12% | 1  |
| 2007 | Грецький парламент | 271,764 | 3.80% | 10 |
| 2009 | Європарламент      | 366,615 | 7.15% | 2  |
| 2009 | Грецький парламент | 386,152 | 5.63% | 15 |
| 2012 | Грецький парламент | 182 023 | 2.9%  | 0  |